# Spelpipa
Instrumentet spelpipa, se Spilåpipa

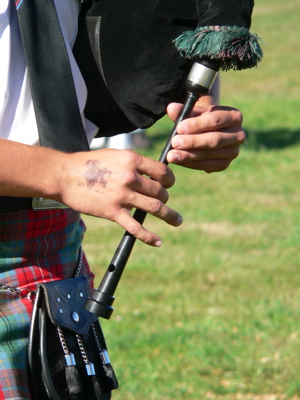
Ett exempel.

Spelpipa, melodipipa eller chanter är den flöjtliknande delen av en säckpipa. Spelpipan kan ha väldigt olika utseende, men en grundläggande skillnad finns mellan spelpipor med ett koniskt borrat och cylindriskt borrat lopp. Ljudet i spelpipan produceras med hjälp av ett rörblad.